# Emmanuel Mounier
(E. Mounier, Il Personalismo, AVE, Roma, 1964, p. 81)
Emmanuel Mounier (Grenoble, 1º aprile 1905 – Parigi, 22 marzo 1950) è stato un filosofo francese, oltreché scrittore e giornalista, noto per aver definito la posizione filosofica del personalismo comunitario.
Assieme a Jacques Maritain, rappresentò uno dei massimi esponenti del cattolicesimo politicamente impegnato.

## Biografia
Nasce a Grenoble il 1º Aprile 1905 da famiglia borghese e riceve una salda educazione cattolica. Si laurea in filosofia a Grenoble nel 1927, allievo di Jacques Chevalier. Cattolico, dopo alcuni studi su Charles Péguy, nel 1928 si trasferisce a Parigi. In quello stesso anno muore il suo grande amico Georges Barthelemy. Influenzato da Nikolaj Berdjaev, Jacques Maritain e Charles Renouvier, nel 1932, assieme a Georges Izard, André Déléage e Louis Emile Galey, fonda la rivista Esprit, che diventerà presto l'organo ufficiale di quelle istanze più innovatrici del movimento cattolico francese il quale, sulla scia di quella «crisi di civiltà» conseguente alle tragedie e alle sventure che attraverseranno la prima metà del Novecento, propugnerà sempre più, come "terza forza", un ritorno all'umanesimo cristiano in risposta sia alle tendenze individualistiche del liberalismo borghese che al totalitarismo comunista. Difatti, Mounier critica la borghesia e il suo sfrenato individualismo per essere alla base di fascismo e comunismo, punto di partenza, quindi, per entrambi e fonte di reciproca condanna. Per Mounier, dunque, la borghesia offre tanto al bolscevismo quanto al fascismo un comune polo negativo nonché una serie di tradizioni e sentimenti ben più antichi su cui far leva.
Nel luglio del 1935 sposa Paulette Leclerq, bibliotecaria di Bruxelles, città nella quale alloggiano fino al 1938, anno in cui traslocano a Parigi. Nel Settembre del 1939 a causa della guerra e poiché aveva perso un occhio all'età di 13 anni, viene destinato in un ufficio amministrativo dell'esercito. Dopo l'invasione tedesca della Francia nel 1940, Mounier e la sua famiglia si trasferiscono a Lione, dove per qualche anno insegnerà materie religiose nelle scuole statali locali fino al 1942, quando verrà arrestato nei pressi di Clermont-Ferrand con l'accusa di sostegno alla resistenza francese. Liberato l'anno seguente, riprende quindi a lavorare (a Parigi) e a dirigere la rivista Esprit che, in tutti questi anni, nonostante le numerose e pesanti traversie (fra cui la censura da parte del governo di Vichy), continuerà nella pubblicazione. Nel 1938, nasce la loro prima figlia Françoise, che sfortunate circostanze porteranno al coma nel 1940, dal quale non uscirà più fino a spegnersi nel 1954. La tragedia familiare è probabilmente all'origine del deperimento progressivo di Mounier, tanto fisico quanto psicologico, stato che favorì una serie di attacchi cardiaci, l'ultimo dei quali, occorso nella notte del 22 marzo del 1950, lo porta alla morte.
Nel 1935 pubblica Rivoluzione personalista e comunitaria e, nel 1936, Dalla proprietà capitalista alla proprietà umana. Nel 1949 pubblica la sua opera fondamentale, Il personalismo (Le personnalisme), mentre la pubblicazione della sua rivista Esprit continua anche dopo la sua morte.
Da un punto di vista retrospettivo, poi, dall'analisi delle sue opere principali (soprattutto nelle attuali riedizioni), non può non intravedersi una visione lungimirante e, in un certo senso, anche profetica di Mounier, nei confronti del mondo, della vita, del destino degli esseri umani.

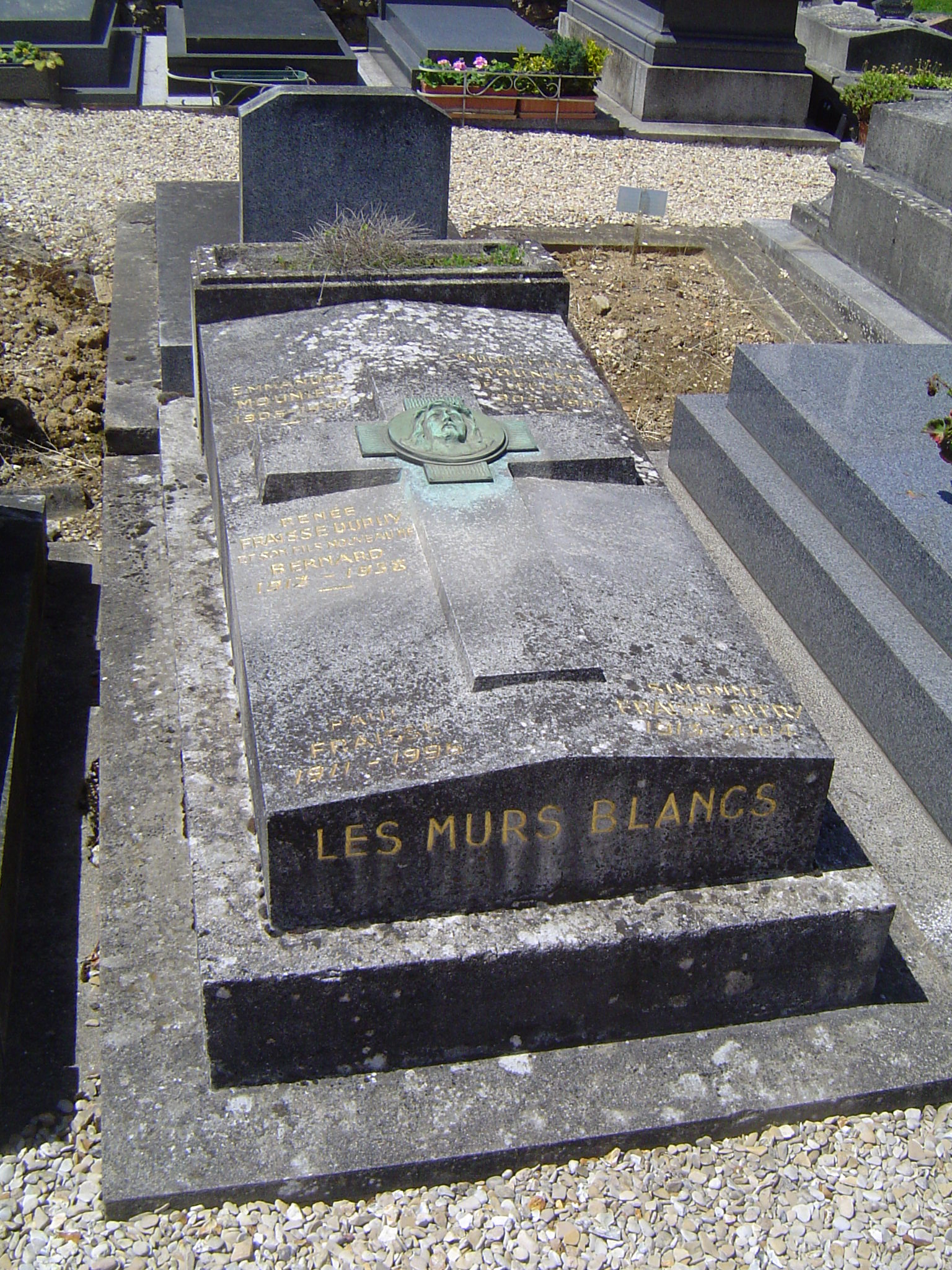
Tomba di Mounier a Châtenay-Malabry.

## Il personalismo comunitario
Il personalismo, come dottrina filosofica, ha una lunga tradizione che risale alla fine del XVIII secolo, le cui origini hanno natura perlopiù teologica ma che man mano assumerà, negli anni, una sua propria autonomia filosofica come corrente di pensiero che concepirà la persona, in quanto dotata di autocoscienza e autodominio, come centro della realtà che solo da essa e per essa prende senso. Predomina così la natura spirituale (esprit) di ciascun individuo, come singolo esistente nella sua incomunicabile singolarità esistenziale, ma non inteso come soggetto solipsisticamente chiuso in sé e pensante nell'accezione cartesiana del termine. Per Mounier, «la persona è originariamente movimento verso l'altro [autrui], "essere-verso"» (Il personalismo, 1949).
Invero, Mounier insiste senz'altro sulla preminenza della coscienza di ogni uomo, cioè della sua vita interiore nonché del rapporto intimo e privilegiato con sé stesso, ma non concepita in maniera manichea rispetto al mondo esterno delle cose e delle altre persone della comunità in cui vive. Egli, invero, ha una visione cristiana della persona come non chiusa in sé stessa, quanto piuttosto posta in relazione esistenziale con le cose e le persone, in "aperta e avventurosa comunicazione" con esse, "verso il mondo e nel mondo, prima di essere in sé"; e proprio in questo senso, Mounier parla di un personalismo comunitario, da intendersi non come una teoria filosofica astrattamente intesa bensì pragmaticamente concepita come una prassi di vita da attuare e condividere per il bene comune. Le modalità, poi, con cui ciascuna coscienza si pone in relazione con le coscienze delle altre persone, sono oggetto di ampio e profondo studio da parte di Mounier, fino a pervenire ad una nuova, multiprospettica concezione (anche – ma non solo – psicologica) dell'uomo esposta nel suo monumentale Trattato del carattere (1944-46), quindi sintetizzata nella sua opera più importante, Il personalismo (1949).
Una delle definizioni più rigorose di persona offerta da Mounier si trova nel suo Manifesto al servizio del personalismo comunitario, dove si legge «Una persona è un essere spirituale costituito come tale da un modo di sussistenza e di indipendenza del suo essere; essa mantiene questa sussistenza mediante la sua adesione a una gerarchia di valori liberamente eletti, assimilati e vissuti con un impegno responsabile e una costante conversione; la persona unifica così tutta la sua attività nella libertà e sviluppa nella crescita, attraverso atti creativi, la singolarità della sua vocazione». Lo stesso Mounier era cauto sulla definizione di persona poiché essa non costituisce un nucleo chiuso in sé, ma da un lato è costitutivamente aperta verso Dio, dall'altro per mezzo della coscienza è in relazione con un mondo fatto di altre persone libere e autonome. Il concetto di persona si estende, dunque, a tutti i suoi possibili aspetti relazionali, che organizzano il mondo e la vita in comune, incontrando così la dimensione della storia, della cultura, della società, della scienza, dell'economia e della politica. La coscienza è appunto lo strumento della relazionalità tra le persone. Mounier inoltre propone un concetto di persona come possibilità d'intuizione del mondo, che spezza la dimensione di ciò che è ovvio ed evidente, anche perché il nucleo stesso della persona, fondato sulla libertà, è in sé misterioso. Il cuore della persona perciò non è tanto ciò che essa evoca e afferma, quanto ciò che nega alla conoscenza. Persino da un punto di vista biologico, la persona non può sentire l'emozione del corpo di un'altra, ma può solo analizzarla dall'esterno, osservandone forma, umori, eredità, malattie, quasi come un medico. Allo stesso modo, si possono conoscere dall'esterno i vari aspetti di una persona, ma mai la persona nella sua individualità ed interezza.

## Opere
Di seguito, le principali opere di Mounier, edite in prima edizione in lingua italiana ma che hanno poi avuto successive ristampe e nuove edizioni.
- Dalla proprietà capitalista alla proprietà umana, Brescia, Tip. V. Gatti, 1947.
- Che cos'è il personalismo?, Torino, Einaudi, 1948.
- Rivoluzione personalista e comunitaria, Milano, Edizioni di Comunità, 1949-50.
- Trattato del carattere, 2 voll., Alba (CN), Edizioni Paoline, 1949.
- L'avventura cristiana, Firenze, Libreria Editrice Fiorentina, 1951.
- La paura del secolo XX, Firenze, Libreria Editrice Fiorentina, 1951.
- Il personalismo, Milano, Garzanti, 1952.
- Agonia del Cristianesimo?, Vicenza, Edizioni La locusta, 1960.
- I silenzi di Pio XII, e altri articoli, Vicenza, Edizioni La locusta, 1967.
- Manifesto al servizio del personalismo comunitario, Ecumenica Editrice, Bari, 1975.
- Jacques Maritain-Emmanuel Mounier: corrispondenza 1929-1939, Brescia, Editrice Morcelliana, 1976.
- Comunismo, anarchia e personalismo, Bari, Ecumenica Editrice, 1976.
- Personalismo e cristianesimo, Bari, Ecumenica Editrice, 1977.
- I cristiani e la pace, Bari, Ecumenica Editrice, 1978.
- La cristianità nella storia, Bari, Ecumenica Editrice, 1979.
- Cristianesimo e rivoluzione, Firenze, La Nuova Italia, 1981.
- Gli esistenzialismi, Bari, Ecumenica Editrice, 1981.
- Lettere e diari, Reggio Emilia, La città armoniosa editrice, 1982.
- L'affrontamento cristiano, Bari, Ecumenica Editrice, 1984.
- Il pensiero di Charles Péguy, Bari, Ecumenica Editrice, 1987.
- La persona e la comunità, Napoli, Ferraro Editore, 1988 (scelta di brani antologici a cura di Gino Collenea Isernia).
- La speranza dei disperati, Bari, Ecumenica Editrice, 1990.
- Problemi d'Africa: lettera a un amico africano, a cura di Osvaldo Rossi, Bari, Edizioni Il Levante, 2003.
- La paura dell'artificiale. Progresso, catastrofe, angoscia, a cura di Franco Riva, volume n. 13 della Collana "I guardiani dell'aurora", Troina (EN),Città Aperta Edizioni,  2007.
- Il futuro dell'Africa: lettera a un amico africano, Milano, Medusa Edizioni, 2017.
- I Cristiani e la pace, prefazione di Stefano Ceccanti, introduzione di Giancarlo Galeazzi, Castelvecchi editore, 2022.

In italiano, è stata infine tradotta una collezione epistolare dal titolo Lettere sul dolore. Uno sguardo al mistero della sofferenza, edita da BUR nel 1995, curata di Davide Rondoni.
Per le pubblicazioni complete di Mounier, nella loro esatta scansione temporale, si faccia riferimento all'edizione francese delle sue opere, ovvero Œuvres, in 4 volumi, edita dalle Éditions du Seuil, Paris, 1947-1963.